# Пологи (Днепропетровская область)
Пологи (укр. Пологи) — село,
Степовой сельский совет,
Широковский район,
Днепропетровская область,
Украина.
Код КОАТУУ — 1225885907. Население по переписи 2001 года составляло 139 человек .

## Географическое положение
Село Пологи находится на расстоянии в 2 км от села Озёрное и в 2,5 км от села Водяное.
Вокруг села много ирригационных каналов.